# Bento de Sousa Farinha
Bento José de Sousa Farinha (Alandroal, 1740 — Lisboa, 1820) foi um filósofo e pedagogo português. Deixou uma vasta obra que compreende escritos pedagógicos, escritos filosóficos, oratória, panegirismo e a tradução para português de obras de reputados filósofos europeus. A sua obra influenciou decisivamente a evolução do ensino da Filosofia em Portugal durante todo o século XIX. Foi sócio da Academia Real das Ciências de Lisboa.

## Biografia
Nas cido no Alandroal, Bento de Sousa Farinha fez os seus estudos preparatórios em Évora, tendo aí estudado Latim, Filosofia e Teologia. Ingressou em 1760 na Faculdade de Direito da Universidade de Coimbra, onde em 1764 se formou em Direito Canónico.
Regressado a Évora, em 1764 inicia naquela cidade uma aula pública de Filosofia, onde leccionava como professor régio, cargo que manteve até 1779, leccionando durante 15 anos consecutivos. Durante aquele período dedicou-se à divulgação, compilação e tradução da obra daqueles filósofos que considerava fundamentais para sustentar o ensino da Filosofia em Portugal. Demonstrou então a sua acentuada vocação pedagógica, seguindo um pedagogismo que o coloca a par dos intelectuais europeus coevos. Tendo como principal preocupação a divulgação dos textos fundamentais que entendia deverem sustentar o ensino da Filosofia, dedica-se essencialmente à divulgação, compilação e tradução, não sendo relevante o seu contributo para a criação de pensamento original.
Os critérios de selecção e escolha que adopta levam-no a privilegiar os pensadores do século XVI, período que julgava corresponder ao apogeu das letras em Portugal. Esta sua visão, assente no sentimento decadentista que a partir do século XVII perpassa a intelectualidade portuguesa, era justificada pela crassa ignorância e decadência cultural que a partir de 1620 se teria apoderado da inteligência portuguesa.
Em 1779 vicissitudes várias forçam Bento de Sousa Farinha a abandonar a docência e a trocar Évora por Lisboa, cidade onde então se fixou e onde viveu o resto da sua vida. Bibliotecário no Palácio da Ajuda, dedica-se então à escrita de um conjunto de dissertações de interesse filosófico, parte das quais foram publicadas no Jornal Encyclopedico de 1789 e 1790. Nessas dissertações reflecte sobre a essência da Filosofia, demonstrando um pensamento de pendor vincadamente augustiniano. Uma das suas preocupações era a demonstração da insuficiência da Lei Natural, procurando por essa via combater o deísmo e do ateísmo.
Nos seus escritos mais tardios elegeu o ideal socrático do "conhece-te a ti mesmo" como o âmago de toda a Filosofia, afirmando que a ela compete tudo quanto contribua para a dignificação da natureza humana através do uso da liberdade de entendimento concedida por Deus, o que o coloca, na senda de Santo Agostinho, no campo do socratismo cristão e do iluminismo católico. Na esteira do pensamento jansenista contido na Lógica de Port-Royal, advogava a redução do âmbito da Metafísica, que defendia ser mera parte da Lógica e da Física.
Um dos seus mais importantes legados foi a compilação e edição de textos de pensadores portugueses dos séculos XVI e XVII que teriam de outra forma passado ao oblívio total e a criação de um corpus que enformaria o ensino da Filosofia em Portugal durante boa parte do século XIX, nele privilegiando Luís António Verney, Antonio Genovesi e Heinécio.
Nos seus ensinamentos, Bento de Sousa Farinha adoptou de Verney o estatuto atribuído à História como ciência propedêutica e a pretensão de uma Lógica reformada. De Genovesi adoptou a lógica e a metafísica, sendo o maior tradutor e editor em Portugal da sua obra, o mesmo acontecendo em relação a Heinécio, de que seguiu sobretudo a filosofia moral.